# Torre da Penela
O Castelo da Penela, ou Torre da Penela situa-se junto ao lugar de Riobóo, na paróquia de Silvarredonda do concelho corunhês de Cabana de Bergantiños, na Comunidade Autônoma da Galiza, (Espanha).

## História
O antigo castelo foi fundado por Lope Bermúdez, descendente da linhagem dos Bermúdez de Traba. Fazia parte de uma rede de fortificações fronteiriças para a defesa da comarca de Bergantiños.
Com posterioridade passou ao patrimônio dos condes de Priegue, donos das Torres de Celas de Peiro.
As reformas levadas a cabo durante o século XVII configurou a sua atual tipologia de residência palaciana.
Conta a lenda que um cruzeiro, hoje situado perto da torre, encontrava-se antes à entrada da fortificação de jeito que tudo aquele que o passasse ficava livre dos seus perseguidores. Conta-se que uma mulher se achegou ao cruzeiro, mas foi apresada justo antes e decapitada; os vizinhos tiveram pena dela,  “Pena dela”, donde procede o seu nome.

### Heráldica
A linhagem dos Riobóo apresenta na pedra armeira como armas sobre campo de sinople uma torre de prata com uma silva envolvendo-a.

## Características
Em nossos dias conservam-se em péssimo estado de conservação uma das torres originárias coberta de vegetação, além de uma edificação acaroada a ela.
A torre é de planta quadrada distribuída em dois andares e um soto no qual se abre uma porta com arco de volta perfeita composto por aduelas de bom tamanho. No alto remata-se com um terraço com ameias aguçadas. Algumas das janelas foram abertas em tempos posteriores.
Na fachada conserva escudos de armas dos Castro, Rioboo e Bermúdez. Na fachada posterior existe um acesso direto à terceira planta devido ao desnível do terreno.
Em nossos dias é usado como celeiro e no seu interior conserva a estrutura de uma escada de caracol.
Encaixado num lavadouro conserva-se outro escudo muito comido. Detrás da torre encontra-se uma fonte com pia em forma de ataúde, da qual se fala que se chegava a ela desde a torre por meio de um passadiço segredo.